# Vosgos
Vosgos (em francês:  Vosges; em alemão:  Vogesen) são uma cadeia de montanhas na Europa centro-ocidental, estendendo-se ao longo da margem oeste do Vale do Reno na direção nor-nordeste, da Basileia a Mainz, por uma distância de aproximadamente 250 km.

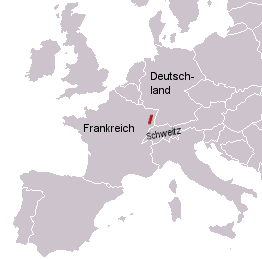
Localização dos Vosgos

De 1871 a 1918 a parte sul, do Ballon d'Alsace ao Mont Donon, estabeleceu a fronteira entre a França e a Alemanha. Nota-se uma importante semelhança entre os Vosgos e a cadeia de montanhas do lado oposto do Reno, que forma a Floresta Negra no lado alemão: ambas as cordilheiras situam-se aproximadamente nas mesmas longitude e latitude e têm a mesma formação geológica; ambas são caracterizadas por florestas de coníferas nas suas altitudes mais baixas e apresentam regiões adaptadas ao pasto e picos arredondados em altitudes um pouco mais elevadas; ambas têm uma caída abrupta em direção ao Reno e uma descida gradual do lado oposto.

## Geologia

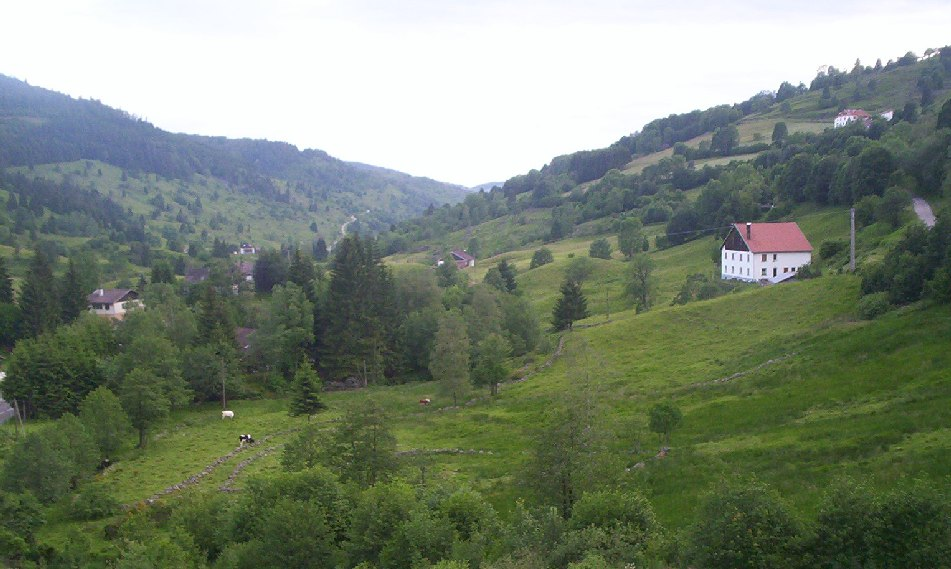
Paisagem típica dos Vosgos

Os Vosgos foram criados na era Terciária, sendo muito mais baixos do que os Alpes. Seu ponto culminante é o Grand Ballon (antigamente Ballon de Guebwiller), ou Ballon de Soultz (1424 m). O termo ballon (balão) é o nome usual das montanhas dos Vosgos, provavelmente em razão da erosão que arredonda os pontos mais elevados da cadeia de montanhas.
Os Vosgos faziam parte de um conjunto mais vasto que foi dividido em dois no momento da criação da falha renana. Isto resultou na situação atual, com o vale do Reno cercado  a oeste pelo maciço dos Vosgos e a leste pela Floresta Negra na Alemanha.
A parte sul do maciço faz parte do Parque Natural Regional dos Ballons dos Vosgos e a extremidade setentrional constitui o Parque Natural Regional dos Vosgos do Norte.

## Pontos culminantes
Os pontos culminantes são:
- O Grand Ballon 1424 m
- o Storkenkopf 1366 m
- o Hohneck 1364 m,
- o Kastelberg 1350 m,
- o Klinskopf 1330 m
- o Rothenbachkopf 1316 m
- o Lauchenkopf 1314 m
- o Batteriekopf 1311 m
- o Haut de Falimont 1306 m
- o Gazon du Faing 1306 m
- o Gazon du Faîte 1303 m
- o Ringbuhl 1302 m
- o Soultzereneck 1302m

lista à qual se juntam os principais picos:
- o Ballon d'Alsace
- o Ballon de Servance
- o Petit Ballon
- o Champ du Feu
- o Donon

(kopf significando cabeça em alemão e em alsaciano).